# Cabera quadripunctata
Cabera quadripunctata är en fjärilsart som beskrevs av Nitsche 1924/25. Cabera quadripunctata ingår i släktet Cabera och familjen mätare. Inga underarter finns listade i Catalogue of Life.